# Црква Светих апостола Петра и Павла у Доњем Стајевцу
Црква Светих апостола Петра и Павла у Доњем Стајевцу, насељеном месту на територији Општине Трговиште, православни је храм који припада Епархији врањској Српске православне цркве.
Црква посвећена Светим апостолима Петру и Павлу саграђена је 1835. године, досељавањем Срба из Прешева и Старе Србије у област Горње Пчиње. Предходна црква је по доласку Турака на ове просторе срушена до темеља.
Иконостас има 23 иконе, а на царским дверима стоји 1860. година, као година израде. Зидно сликарство очувано је на јужном делу зида и датирано 1865. године.
У току 2012. године, обновљена је фасада цркве и реновиран парохијски дом, а 2017. године црква је у потпуности обновљена, а изграђена је и нова народна трпезарија.